# Wapen van Esch (Boxtel)

Wapen van Esch

Het wapen van Esch werd op 16 juli 1817 bij besluit van de Hoge Raad van Adel aan de toenmalige Noord-Brabantse gemeente Esch bevestigd. Op 1 januari 1996 ging Esch op in de gemeente Haaren, waarmee het wapen kwam te vervallen. In het nieuwe wapen van Haaren werd een boom opgenomen. Niet duidelijk is of deze is ontleend aan het wapen van Esch.

## Blazoenering
De blazoenering bij het wapen luidt als volgt:
Van lazuur, beladen met een boom van goud. Het schild rustende tegen St. Willebrordus, mede van goud.
In het wapenregister is geen beschrijving opgenomen; deze is later toegevoegd. De heraldische kleuren zijn goud op blauw. Dit zijn de rijkskleuren. 

## Geschiedenis
Het wapen van Esch is afgeleid van het schependomzegel, waarop de parochieheilige St. Willibrord is afgebeeld, met voor zich een schild waarop een boom is afgebeeld. De Es op het schild maakt het tot een sprekend wapen.

## Verwant wapen
Het volgende wapen is verwant aan dat van Esch:

Het wapen van Haaren